# وارن جاکموت
وارن جاکموت (انگلیسی: Warren Jacmot؛ زادهٔ ۱۹ مارس ۱۹۸۷) بازیکن فوتبال اهل فرانسه است.
از باشگاه‌هایی که در آن بازی کرده‌است می‌توان به باشگاه فوتبال المپیک لیون، باشگاه فوتبال رنجرز، و باشگاه ورزشی آمیان اشاره کرد.